# William Lawrence Tower
William Lawrence Tower (né en 1872, date de décès inconnue) est un zoologiste américain, né à Halifax (Massachusetts).
Il poursuivit ses études à la Lawrence Scientific School de l'université Harvard, puis à la Harvard Graduate School, et à l'université de Chicago (Bachelor of Science, 1902), où il enseigna par la suite, devenant en 1911 professeur associé.

## Recherches
Il accomplit un important travail expérimental sur l'hérédité, portant ses recherches en particulier sur les lois de l'hérédité chez les Coléoptères.
Il publia en 1906 un ouvrage intitulé : « An Investigation of Evolution in Chrysomelid Beetles of the Genus Leptinotarsa ».
Cette étude est probablement la première (mais peut-être dépassée) sur la mutation chez les animaux,.
Il publia également « The Development of the Colors and Color Patterns of Coleoptera » (1903) ainsi qu'un essai sur « Heredity and Eugenics » (1912), avec Coulter, Castle, Davenport et East.

Tower est rattrapé par des scandales personnels et professionnels. Il démissionne de l'université de Chicago en 1917 après un divorce rendu public. William Bateson, Theodore Dru Alison Cockerell et R. A. Gortner se montrent particulièrement critiques à l'égard de ses travaux, tandis que le botaniste Henry Chandler Cowles lui réserve un accueil plus favorable.